# Munizipalsozialismus
Munizipalsozialismus oder Gemeindesozialismus ist ein Forschungsbegriff aus der Wirtschafts- und Stadtplanungs-Geschichte. Er setzt sich aus municipium (lateinisch sinngemäß für „Kommune, politische Gemeinde“) und Sozialismus im Sinne kollektiv-staatlichen Eigentums an Unternehmen zusammen. 

## Entwicklung in der Zeit der Industrialisierung
Als Munizipalsozialismus werden Bestrebungen seitens kommunaler Verwaltungen bezeichnet, Infrastrukturunternehmen zum Wohle aller Einwohner unter Kontrolle staatlicher Verwaltungen zu stellen.
Erreicht werden soll dadurch ein Zugang der gesamten Bevölkerung zu einer Infrastruktur zu einem sozialverträglichen Preis ohne Anstreben von Gewinnmaximierung. Dieser Prozess fand insbesondere in der zweiten Hälfte des 19. Jahrhunderts und im ersten Drittel des 20. Jahrhunderts – also zeitgleich zur flächendeckenden Urbanisierung und Technisierung – statt und betraf vor allem Infrastrukturunternehmen wie Elektrizitätswerke, Gaswerke und Wasserwerke, aber auch Bereiche wie Straßenreinigung, Müllabfuhr, Krankenhäuser, Schlachthöfe sowie Straßenbahn-Gesellschaften. In einigen dieser Bereiche zeigte sich zuvor, dass der freie Markt konkurrierender Unternehmen keine zufriedenstellenden Lösungen anbieten konnte (z. B. Aufbau konkurrierender Infrastruktur-Netze innerhalb einer Stadt (Strom, Wasser, Gas, Straßenbahn) mit Anschluss nur für diejenigen, die es sich wirtschaftlich leisten konnten).
Einher ging mit der Kommunalisierung der Infrastruktur der Beginn der wissenschaftlichen Stadtplanung, die die Soziale Frage des 19. Jahrhunderts auch mit technischen Lösungen, etwa zur Verbesserung der Hygiene, beantworten wollte. Das Konzept des Munizipalsozialismus ging von Großbritannien aus und konnte sich auch in Deutschland, Frankreich und den meisten anderen europäischen Ländern etablieren. In Deutschland und Österreich wurden die städtischen Infrastrukturunternehmen meist in Stadtwerken gebündelt und bestehen bis heute fort.